# 李信贤
李信贤（1940年11月—），男，侗族，广西三江人，中华人民共和国森林生态学家、政治人物，广西农学院林学分院讲师。第七、八届全国政协委员。